# Jan Patrzyk
Jan Patrzyk (ur. 1898 w Lipinkach, zm. 19 października 1967 w Częstochowie) – polski duchowny katolicki, kapłan diecezji przemyskiej, patron gimnazjum w Lipinkach.

## Rodzina
Był synem Józefa i Marii z d. Koziar. Brat Władysław był żonaty ze Stefanią Mozdżech. Ich syn Józef był wieloletnim (blisko 20 lat) dyrektorem szkoły podstawowej w Zarzeczu koło Niska.

## Działalność
Ks. Patrzyk został wyświęcony w 1923. Był wikarym w Łączkach Jagiellońskich, Raniżowie, Lubeni, pełnił też funkcję administratora w Straszydlu (1929–1931). Potem był wikarym w Trześni i Racławicach, by od 1934 pełnić funkcję proboszcza w Medenicach do wybuchu II wojny światowej. Parafię opuścił w obliczu najazdu bolszewickiego. W rodzinnej wsi przeżył wojnę, ratując Żydówkę, za co otrzymał medal Sprawiedliwy wśród Narodów Świata. To on poświęcił 14 maja 1944 obraz Matki Bożej Śnieżnej w Zarzeczu. Po wojnie kontynuował działalność duszpasterską. W 1954 był inicjatorem odnowienia Obraz Matki Bożej Pocieszenia w Sanoku w kościele Franciszkanów w Sanoku i ożywienie kultu matki Bożej tamże.

## Upamiętnienie
W 1999 został patronem Gimnazjum w Lipinkach. Na Katolickim Uniwersytecie Lubelskim powstały prace upamiętniające działalność ks. Patrzyka. Tę uczelnię skończyła też córka bratanka księdza Jana.